# Kat Edmonson

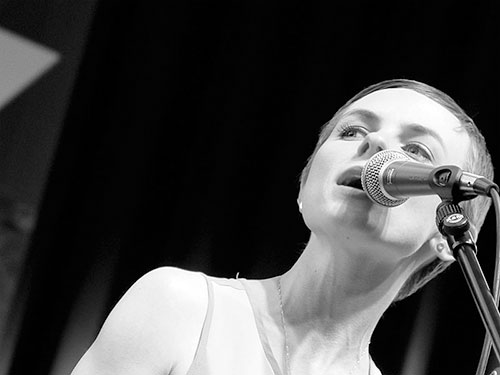
Kat Edmonson en el Festival Aarhus de Jazz en Dinamarca 2013. Foto De Hreinn Gudlaugsson

Kat Edmonson (Houston, 3 de agosto de 1983) es una cantante, compositora y actriz estadounidense. Ha grabado tres álbumes hasta la fecha, de los cuales el segundo y el tercero alcanzaron el N.º 1 en el Billboard Heatseekers chart. Su más reciente álbum de estudio, "The Big Picture", fue lanzado el 30 de septiembre de 2014 por Sony Masterworks, y está en el proceso de grabación de otro disco, que se publicará en el 2017.
Mientras que por lo general se la asocia con el jazz, sus composiciones incorporan pop tradicional, Rock 'n' roll, blues, bossa nova, country pop y folk, así como jazz y swing. Edmonson, acuñó el término "vintage pop" para describir el tipo de música que hace y lo define como una reminiscencia de la "música popular de épocas pasadas".

## Biografía

### Infancia
Edmonson nació y creció en Houston, Texas como hija única de una madre soltera, quien compartió con Kat, su afinidad por el Great American Songbook, así como la música tradicional de las décadas de los 40 y 50. Edmonson escribió su primera canción a la edad de nueve años, mientras viajaba en el autobús de la escuela. En el año 2002, después de un año en La Universidad de Charleston en Carolina del Sur, Edmonson se mudó a Austin, Texas para seguir una carrera profesional en la música.

### Carrera
En 2002 Edmonson audicionó para la segunda temporada de American Idol, donde fue una de los Mejores 48 concursantes invitados a Hollywood. Regresó a Austin desde Los Ángeles y pasó varios años como una habitual de la escena de clubs de Austin. En marzo de 2009, Edmonson auto-lanzó, el álbum de debut Take To the Sky que alcanzó el Top 20 en el Billboard Jazz chart, obteniendo la atención nacional de la radio y la prensa. El álbum le abrió la puerta a oportunidades de actuación como cabeza de cartel en el Taichung Festival de Jazz en Taiwán así como en Tanglewood y en el Festival de Jazz de Nueva York. Después de la actuación en el Festival de Jazz de Nueva York, Edmonson se trasladó a Brooklyn, Nueva York, donde aún reside.
En 2010, Edmonson fue invitada por Lyle Lovett para abrir su gira de verano por Estados Unidos. En diciembre de 2010 Lovett invitó a Kat a interpretar “Baby, It’s Cold Outside" en El Tonight Show de Jay Leno. La versión de Lovett y Edmonson fue lanzada en el álbum de Lovett de 2012, "Release Me". Su colaboración continuó con la composición de Edmonson "Long Way Home" en su segundo álbum de estudio Way Down Low.
Way Down Low, que consta principalmente de temas originales,  salió en 2012, después de una exitosa campaña Kickstarter. Recibió la cálida recepción de la crítica del New York Times y NPR alcanzando el N.º 1 en el
Billboard Heatseekers chart y el de iTunes. En 2012, Edmonson apareció en NPR Tiny Desk concert series, Austin City Limits y en 2013 en A Prairie Home Companion. regresó a A Prairie Home Companion de nuevo en noviembre de 2014, con el carácter del Gato Mandu que Garrison Keilor escribió para ella para el show regular de, "Guy Noir, Private Eye."
En la primavera de 2013, Edmonson se embarcó en su primera gira por Estados Unidos con once conciertos como cabeza de cartel. en el verano siguiente ella canta en varios festivales de Europa, incluyendo el Festival de Jazz de Montreux. También como telonera de Jamie Cullum, Edmonson gira por los Países Bajos, Alemania, Portugal, España, y Francia y el Reino Unido en el otoño de 2013. También ha estado de gira con Michael Kiwanuka, Chris Isaak y Gary Clark, Jr.
Su tercer álbum The Big Picture fue lanzado el 30 de septiembre de 2014, a través de Sony Masterworks. Como su segundo álbum, alcanzó el N.º 1 en el Billboard Heatseekers chart. Su canción "Lucky" aparece dos veces en la película Admission (Tina Fey y Paul Rudd), también aparece en un anuncio de Coca-Cola y en losJuegos Olímpicos de Invierno de Sochi.
En 2015, Edmonson apareció en uno de los episodios finales de The Late Show con David Letterman en la cadena CBS con la banda Asleep at the Wheel. También interpretó el estándar, “I Can’t Give You Anything But Love” en colaboración al álbum de tributo a Bob Wills, Still The King.
Edmonson ha aparecido en dos películas: Angels Sing (2013) y Café Society (2016). En Angels Sing, Edmonson aparece de sí misma y canta “Christmas Time is Here” con Lyle Lovett. En Café Society, dirigida por Woody Allen, Edmonson actúa en el Les Tropiques Night Club Singer, interpretando los clásicos "Mountain Greenery" y " Jeepers Creepers".
Edmonson ha aparecido en varias publicaciones, incluyendo el Huffington Post. En 2013, Kat escribió una entrada de blog para su estado natal Texas titulado "Kat Edmonson ama Austin, Texas". También escribió "Campari y Conversación", resaltando un raro momento de "inactividad de chat" y cócteles en compañía del músico Pete Smith.

## Discografía
- Take To The Sky, Convivium, 2009
- Way Down Low, Spinnerette Records, 2012
- The Big Picture, Sony Masterworks, 2014

## Filmografía
- Angels Sing, 2013 (guest appearance)
- Café Society, 2016

## Premios
- "Songwriters Hall of Fame" Abe Olman Scholarship Award for Excellence in Songwriting, 2013[32]